# 61 هـ
61 هـ هي سنة في التقويم الهجري امتدت مقابلةً في التقويم الميلادي بين سنتي 680 و681.

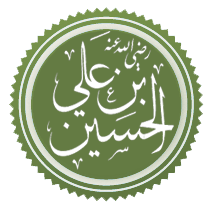
تخطيط اسم الحسين بن علي مع دعاء الرضا عنه

## أحداث
- 10 محرم؛ معركة كربلاء

## مواليد
- الأعمش
- عمر بن عبد العزيز
- قتادة بن دعامة
- هشام بن عروة
- إسماعيل بن عبيد الله بن أبي المهاجر

## وفيات
- أبو بكر بن الحسن بن علي
- أبو بكر بن علي بن أبي طالب
- أبو بلال مرداس بن حدير
- أبو ثمامة الصائدي
- أنس بن الحارث الكاهلي
- إبراهيم بن الحصين البارقي الأزدي
- الحارث بن امرئ القيس الكندي
- الحجاج بن زيد السعدي
- الحجاج بن مسروق الجعفي
- الحر بن يزيد الرياحي
- الحلاس بن عمر الراسبي
- القاسم بن حبيب الأزدي
- برير بن خضير الهمداني
- جعفر بن عقيل بن أبي طالب
- جعفر بن علي بن أبي طالب
- جنادة بن كعب الأنصاري
- جدير بن الحر
- حبيب بن عبد الله النهشلي
- حبيب بن مظاهر الأسدي
- حمزة بن عمرو الأسلمي
- حنظلة بن أسعد الشبامي
- حنظلة بن عمرو شيباني
- حيان بن الحارث الأزدي
- زهير بن بشر الخثعمي
- زهير بن القين
- زيد بن معقل الجعفي
- سعيد بن عبد الله الحنفي
- سلمان بن مضارب البجلي
- سوار بن منعم حابس الهمداني
- عابس بن أبي شبيب الشاكري
- عبد الرحمن بن عروة الغفاري
- عبد الرحمن بن عقيل
- عبد الله بن الحسن
- عبد الله بن عروة الغفاري
- عبد الله بن علي بن أبي طالب
- عبد الله بن عمير الكلبي
- عبد الله بن مسلم بن عقيل
- عثمان بن علي بن أبي طالب
- عمار بن حسان الطائي
- عمرو بن جنادة الأنصاري
- عمرو بن خالد
- عون بن عبد الله بن جعفر
- قاسط بن زهير التغلبي
- كردوس بن زهير التغلبي
- محمد بن عبد الله بن جعفر الطيار
- محمد بن مسلم بن عقيل
- مسلم بن عوسجة
- مقسط بن زهير التغلبي
- نافع بن هلال
- وهب النصراني
- يحيى بن سليم المازني
- 10 محرم؛ الحسين بن علي بن أبي طالب
- جابر بن عتيك
- جبر بن عتيك